# Hidroxilapatita
La hidroxilapatita, també dita hidroxiapatita (HA), és un mineral que es presenta de manera natural format per apatita, calci i fòsfor que forma part del grup de l'apatita.

## Característiques
Té la fórmula Ca₅(PO₄)₃(OH), però normalment s'escriu com Ca10(PO₄)₆(OH)₂ per marcar que la unitat de cristall comprèn dues entitats. La hidroxilapatita és el terme extrem hidroxil del complex del grup apatita. L'ió OH- pot ser reemplaçat pel fluorur, clorur o carbonat produint la fluorapatita o la clorapatita. Cristal·litza en el sistema hexagonal.
Segons la classificació de Nickel-Strunz la hidroxilapatita pertany a «08.BN - Fosfats, etc. amb anions addicionals, sense H₂O, només amb cations de mida gran, (OH, etc.):RO₄ = 0,33:1» juntament amb els següents minerals: aradita, magganasita, fluorpiromorfita, fluorsigaiïta, fluoralforsita, alforsita, belovita-(Ce), clorapatita, mimetita-M, johnbaumita-M, fluorapatita, hedifana, johnbaumita, mimetita, morelandita, piromorfita, fluorstrofita, svabita, turneaureïta, vanadinita, belovita-(La), deloneïta, fluorcafita, kuannersuïta-(Ce), fosfohedifana, hidroxilpiromorfita, estronadelfita, fluorfosfohedifana, carlgieseckeïta-(Nd), vanackerita, miyahisaïta, pieczkaïta, hidroxilhedifana, pliniusita, parafiniukita, arctita, krügerita i goryainovita.

### Usos mèdics
La hidroxilapatita es fa servir per omplir els ossos amputats o com a capa en els implants. Es creu que pot promoure l'osteointegració.

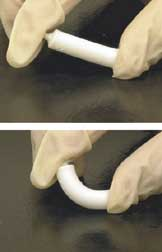
Compost flexible hidrogel-HA.

Fins al 50% (en pes) del teixit de l'os és una forma modificada d'hidroxilapatita (coneguda com a mineral de l'os). A més de trobar-se en l'esmalt i dentina de les dents es troben en altres estructures del cos humà com la glàndula pineal. Els dipòsits d'hidroxilapatita en els tendons al voltant de les articulacions donen la tendinitis calcífica.
L'hidroxilapatita microcristal·lina (MH) es comercialitza com suplement "constructor d'ossos" amb major absorció que el calci. És una segona generació del suplement de calci derivat dels ossos dels bovins.

### Ús en arqueologia
En l'arqueologia, l'hidroxilapatita de les restes humanes i animals s'analitza per tal de reconstruir les dietes antigues segons la relació entre l'estronci i el calci dels ossos, encara que el mètode no dona resultats massa segurs.

## Formació i jaciments
En estat pur és una pols blanca, però en la natura pot ser marró, groga o verda. Als territoris de parla catalana se n'ha trobat hidroxilapatita a Bellver de Cerdanya, Cerdanya (Lleida) i a tres indrets de la província de Barcelona: a les mines de Rocabruna de Bruguers (Gavà, Baix Llobregat), a Santa Creu d'Olorda (Barcelona) i a la pedrera del Turó de Montcada (Montcada i Reixac, Vallès Occidental).

## Varietats
Es coneixen diverses varietats d'hidroxilapatita: 
- l'alcali-oxiapatita és una varietat que conté sodi;[10]
- la carbonatofluorhidroxiapatita, una varietat que conté fluor i carbonat, amb una ràtio fluor-hidròxid indeterminada;[11]
- la carbonatohidroxilapatita, o hidroxilapatita rica en carbonat, en la qual el grup carbonat (CO₃) es troba en substitució d'algun dels grups de fosfat (PO₄);[12]
- la hidroxilapatita rica en manganès, o manganohidroxilapatita, que conté manganès (Mn2+) en substitució de calci fins almenys Mn:Ca = 1:7,7.[13]